# Cymatium
Cymatium är ett släkte av snäckor. Cymatium ingår i familjen Ranellidae.

## Bildgalleri

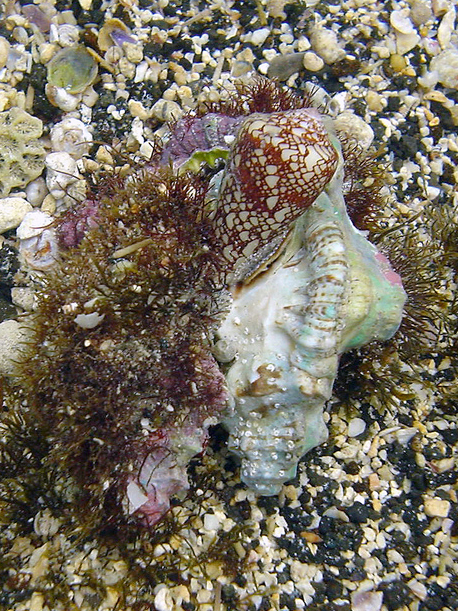

## Dottertaxa tillCymatium, i alfabetisk ordning[1]
- Cymatium amictum
- Cymatium aquatile
- Cymatium cingulatum
- Cymatium comptum
- Cymatium corrugatum
- Cymatium costatum
- Cymatium cynocephalum
- Cymatium femorale
- Cymatium gibbosum
- Cymatium gracile
- Cymatium krebsi
- Cymatium labiosum
- Cymatium lignarium
- Cymatium martinianum
- Cymatium moritinctum
- Cymatium mundum
- Cymatium muricinum
- Cymatium nicobaricum
- Cymatium occidentale
- Cymatium parthenopeum
- Cymatium pfeifferianum
- Cymatium pharicidum
- Cymatium pileare
- Cymatium pyrum
- Cymatium rehderi
- Cymatium ridleyi
- Cymatium rubeculum
- Cymatium sarcostomum
- Cymatium tenuiliratum
- Cymatium testudinarium
- Cymatium tigrinum
- Cymatium vespaceum
- Cymatium wiegmanni